# ショスタコーヴィチ対20世紀フォックス事件

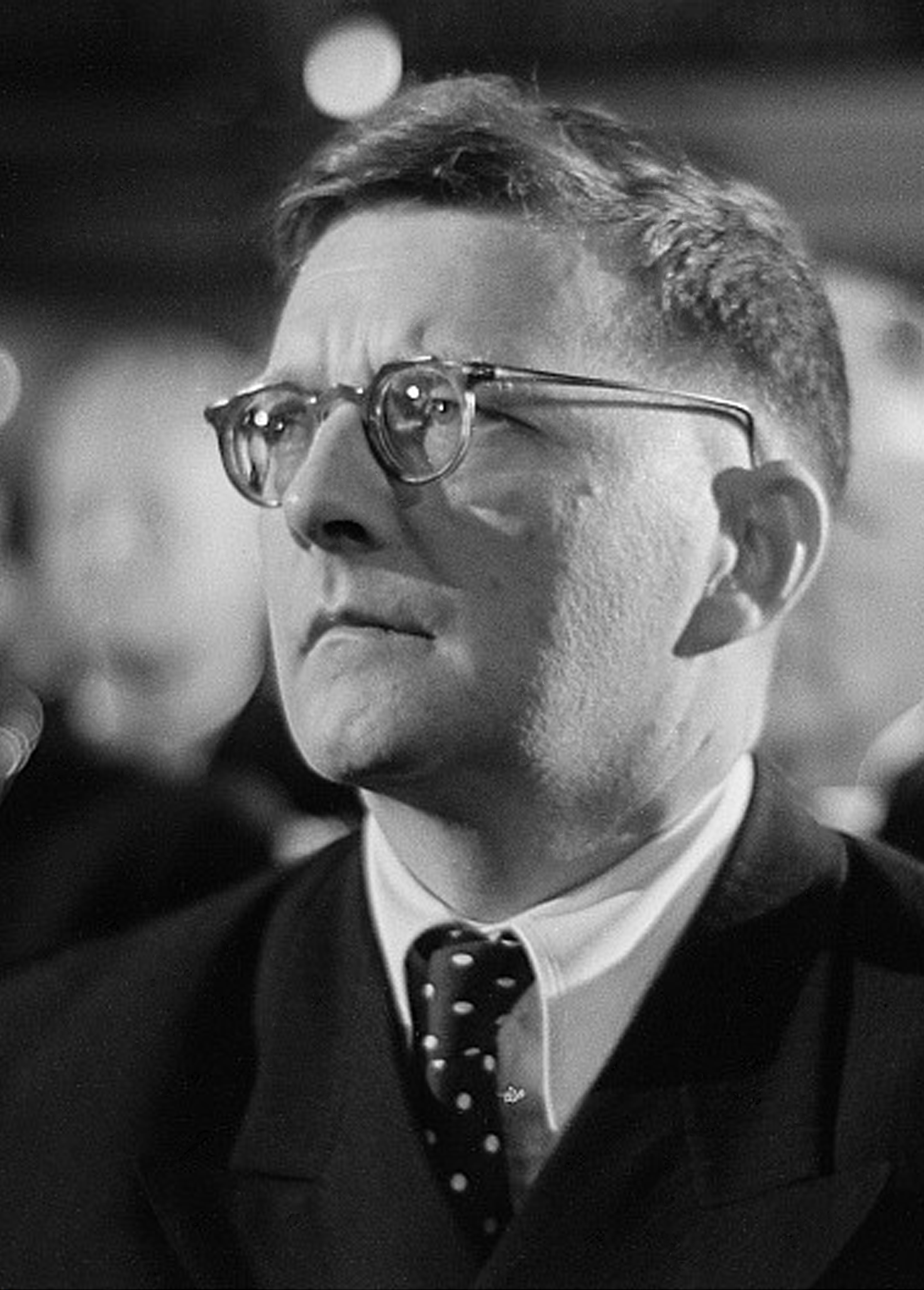
ショスタコーヴィチ（1950年）

ショスタコーヴィチ対20世紀フォックス事件（英: Shostakovich v. Twentieth Century-Fox Film Corp.、仏: Société Le Chant du Monde v. Société Fox Europe et Société Fox Americaine Twentieth Century）は、ドミートリイ・ショスタコーヴィチを始めとするソヴィエト連邦の国際的に著名な作曲家らと、映画会社20世紀フォックスとの間で争われた著作権に関連する訴訟である。
アメリカ合衆国およびフランスでそれぞれ審理され、異なる判決が出ている。

## 事案の概要
カナダに潜入したソ連のスパイを描いた1948年の反ソビエト的映画『鉄のカーテン』において、20世紀フォックス社は、ソ連市民でありソ連に居住している作曲家らの曲をBGMに使用し、エンドクレジットに彼らの名前を掲載した。ショスタコーヴィチは、その作曲家たちの中の1人である。当該映画の登場人物の1人がたまたまショスタコーヴィチについて好意的な形で言及するシーンがあるが、それを除けば、原告である作曲家たちは一切映画のプロットに登場せず、物語のテーマにもなっていない。さらに、使用されている曲はすべて当時パブリックドメインとして扱われており、著作物として保護を受けられる状態にはなかった。

## アメリカ合衆国での判決の要旨
このような事実関係の下、原告らは、名誉毀損、作曲家の著作者人格権の侵害などを理由とし、彼らの名前及び曲の使用の差止め等を求めて、映画を制作した20世紀フォックスを相手にアメリカ合衆国の州裁判所に提訴した。
二審のニューヨーク高位裁判所は、原告らの名前と曲の使用を禁じる旨の請求を認めなかった。まず、裁判所は、本件における曲の使用に伴う作曲家の名前の使用はニューヨーク州公民権法第51条による制限を受けないとした。ある作品について著作権が存在しない状況であれば、誰であっても、当該作品の作者の名前をその作品の複製、出版、又は編集にあたって使用することができるとされているためである。
さらに、名誉毀損の主張については、「名誉毀損的な事項の公表は差し止められるべきであるとしても、本件において作曲家らが何らかの形で誹謗中傷を受けたと認めるに足る事実・証拠はない。さらに、作曲者らが当該映画に参加したこと、又は当該映画に賛同もしくはこれを支持したことをうかがわせる事情は存在しておらず、また彼らの映画への賛同を「必然的に示唆し」ているとも認められない。そういった示唆自体がいかなる意味においても存在しないのであるから、パブリックドメインである本件作曲家の作品は、自由に出版、複製、編集され得るものである」としてこれを斥けた。
そして、作曲家の著作者人格権に基づきパブリックドメインとなった作品の使用をコントロールできるかという点については、次のように判示している。「パブリックドメインとなった作品に関しては、その著者の著作者人格権と、当該作品を使用することについての他者の確立された権利との間に抵触が生じる。そして、パブリックドメインである作品の使用が、その作者の著作者人格権侵害を構成するか否かの判断基準をいかに解すべきかという問題もまた生じてくる。……現状の我が国の法の下では、パブリックドメインである作品の著作者人格権というものの存在自体が明確ではなく、他者の権利との関連におけるその相対的な位置づけはなされておらず、また、それに対する適切な救済の性質は定められていない。」その上で、パブリックドメインの著作者人格権といった理論に基づくドラスティックな救済は与えるべきではないとしてその主張を排斥し、原告らの請求を棄却した。
なお、本件から50年以上後の2003年、ダスター社対20世紀フォックス社事件において、本件同様パブリックドメインの作品に係る知的財産権に関する問題が論点として争われている。

## フランスでの判決の要旨
アメリカ合衆国での訴訟と同時に、ショスタコーヴィチらはフランスでも20世紀フォックス社とその関連会社を相手方として同様の訴訟を提起しているところ、そちらでは作曲家の著作者人格権の侵害と、それに基づく映画フィルムの差押えが認められた。パリ控訴審は、フランスの法の下では、登録の有無や、フランスの著者や芸術家がソ連において相互保証による保護を受けられないこととは無関係に、著作に関する権利が本件作曲家らに帰属していると判示した上で、20世紀フォックス社に対し、作曲家らの人格権を侵害したとして金銭賠償も行うよう命じている。

## 註釈
1. ↑  ショスタコーヴィチのほか、アラム・ハチャトゥリアン、ニコライ・ミャスコフスキー、セルゲイ・プロコフィエフがアメリカ合衆国における訴訟原告として名を連ねている[4]。
2. ↑  スターリン存命下にあって、作曲家たちは彼らの作品や個人的な名声が問題の映画と結び付けられることに対し、非常にセンシティブになっていたとも考えられている[6]。
3. ↑  1973年までアメリカとソ連の間では著作権に関する条約が締結されていなかったため、それ以前にソ連で発表された作品は、アメリカにおいてはすべてパブリックドメインとされていた[7]。